# Donji Dobrić
Donji Dobrić (Servisch cyrillisch Доњи Добрић) is een plaats in de Servische gemeente Loznica. De plaats telt 1438 inwoners (2002).